# Oumou Traoré
Oumou Traoré (sinh ngày 10 tháng 10 năm 1969) là một vận động viên người Mali. Bà đã tham gia cuộc thi ném đĩa nữ tại Thế vận hội Mùa hè 1996.